# Hauswirth Magda
Hauswirth Magda (Budapest, Terézváros, 1903. április 25. – Budapest, 1999. június 12.) magyar karikaturista, újságrajzoló, grafikus, illusztrátor.

## Életrajza
A Terézvárosban született 1903. április 25-én Hauswirth Ödön magánhivatalnok és Steinbach Erzsébet gyermekeként.

Egyik első karikatúrájának történetét ő maga így mesélte: 

„Tizenegy éves kislány voltam, amikor Balatonfüreden egy étteremben ebédelve észrevettem két érdekes arcot a szomszéd asztalnál. Szokásomhoz híven előkaptam a füzetemet és a ceruzámat és máris rajzolni kezdtem. Amikor a pincér meglátta a rajzot, átvitte megmutatni nekik. Jót nevettek a karikatúrámon, majd mindketten aláírták. Akkor tudtam meg, hogy Ady Endrét és Csinszkát kaptam ceruzavégre...”

A Színházi Élet volt az első szerkesztőség ahol közölték karikatúraportréit. 1926-tól tíz évig volt a lap munkatársa. Itt ismerte meg férjét is Mezei Imrét, aki ekkoriban szintén a szerkesztőség munkatársa, később a filmrovat vezetője, és aki Pán Imre álnéven vált később ismertté. 1930. június 26-án házasodtak össze, 1935-ben megszületett gyermeke, Mezei Gábor, aki később elismert belsőépítész lett. A harmincas években már több lapnál is publikált. A portrék mellett vicc karikatúrákat is készített. Női karikaturistaként elsőként jelentek meg rajzai a Pesti Posta című politikai vicclapban. 1945 után több újság is például a Pesti Izé (1946–1948) a Szabad Száj (1946–1951) a Fűrész (1947–1949) és a Ludas Matyi (1947-től) foglalkoztatta. A kiváló újságrajzolót, portrégrafikus karikaturistát szívesen alkalmazták az országos lapok, mint például a Nők Lapja, a Béke és Szabadság, az Élet és Irodalom és az induló Füles rejtvényújság is. 1951–1953 között az IBUSZ sajtóosztályán dolgozott. Alkalmi humoros kiadványokban is gyakran publikált. (Plajbász és Paróka, Zsákbamacska, Tollasbál, Bizalmas. Ifjúsági lapokban is többször megjelentek munkái: Ifjú Sólyom, Pajtás, Világ Ifjúsága. Grafikusként több könyvet illusztrált és bár rövid ideig, de foglalkozott rajzfilmkészítéssel is. (1954–1956 között a Pannónia Filmstúdióban dolgozott.) Nevével találkozhatunk például a Két bors ökröcske című rajzfilm stáblistáján is, mint mozgástervező. Jelentősebb portrékarikatúráit olyan nagy művészekről készítette, mint: Kassák Lajos, Füst Milán, Kisfaludi Strobl Zsigmond, Karinthy Frigyes, Pátzay Pál, Arthur Rubinstein, David Fjodorovics Ojsztrah, Szvjatoszlav Teofilovics Richter, Yehudi Menuhin, Mihail Alekszandrovics Solohov, Szergej Szergejevics Prokofjev, stb. Szignója: Hauswirth vagy H.

## Díjai
- Aranytoll (1992)

## Csoportos kiállításai
- Nemzeti Színház (1946)
- Nemzeti Szalon (1947, 1951)
- Műcsarnok (1968)

## Fontosabb művei

### Illusztrációi
- Újságrajzoló művészek könyve (szerkesztő: Pérely Imre, 1930)
- Halló! Itt rádió humor! (Víg Györggyel, 1934)
- Grätzer József: Sicc (1935)
- Maurice Maeterlinck: Kék madár (1937)
- Lakner bácsi képeskönyve (Lyon, 1930-as évek)
- Ákos Miklós: Tommy megszökik (ifjúsági regény, 1930-as évek)
- Falk Géza: Barangolás Zeneországban (1938)
- A mindent tudó nő. Családi kislexikon II. (1943)
- Faragó Baba: A főzőkanáltól az estélyi ruháig (1947)
- Borisz Zsitkov: Miértke könyve (I-III.)(1949)
- Magyarország. Útikönyv. (szerkesztette: Boldizsár Iván, 1955)
- Budapest. Útikönyv (1956)
- Autósok, motorosok túrakönyve (szerkesztő: Feledy Béla, Örkényi József, Surányi Endre, Szitnyai Jenő, 1956)
- Balaton (Panoráma. Útikönyvek) (szerző: Lipták Gábor, Dr. Zákonyi Ferenc, Huba László, 1958)
- R. Chitz Klára: Muzsikus Péter kalandjai (Rajzos zeneelmélet gyermekeknek és felnőtteknek, 1961)
- Rátonyi Róbert: Ne vegyék komolyan! (1971)
- Bilicsi Tivadar: "Hol vagytok, ti régi játszótársak?..." (1982)
- Rátonyi Róbert: Szeretném ha nevetnének  (1985)
- Rátonyi Róbert: Kétszáz kedvenc közelről (1988)